# Seznam pořadů vysílaných na TV Prima
Toto je seznam původních pořadů, které vznikly pro TV Prima a byly či stále jsou na jejím hlavním programu vysílány.

## Aktuálně vysílané

### Seriály
- Parťák na baterky (2025–dosud)
- Kamarádi (2024–dosud)
- ZOO Nové začátky (2025–dosud)

### Předpremiéry na Prima+ o více než měsíc dříve než v TV
- Hořký svět (2022–dosud)
- Náhradníci (2024)
- Bez lítosti (2023–dosud)
- Minuty zločinu: Vrah z Uherského Brodu (2025)

### Zpravodajství
- Krimi zprávy (2010–2018, 2020–dosud)
- Hlavní zprávy (2020–dosud)
- Showtime (2020–dosud)
- Počasí (2020–dosud)

### Soutěžní pořady
- Prostřeno! (2010–dosud)

### Reality show
- Česko Slovensko má talent (2010–dosud)
- Jak se staví sen (2007–dosud)

### Zábavné show
- Prima Partička (2011–2014; 2017–dosud)
- Prima Partička: Nová krev (2023–dosud)
- Máme rádi Česko (2013–dosud)
- Inkognito (2006; 2021–dosud)

### Publicistické pořady
- Prima Svět (1995–dosud)
- Prima ČESKO (2022–dosud)
- Autosalon.tv (2005–dosud)
- Partie Terezie Tománkové (2005–dosud)
- Cyklosalon.tv (2021–dosud)
- Fotr na tripu (2021–dosud)

### Talk show
- Show Jana Krause (2010–dosud)
- 7 pádů Honzy Dědka (2020–dosud)

### Ostatní pořady
- Receptář Prima nápadů (2001–2014; 2018–dosud)
- Vychytávky Ládi Hrušky (2015–dosud)
- Libovky Pepy Libického (2019–dosud)
- Zahradník po ruce (2024–dosud)
- Prima mazlíček (2020–dosud)

## Připravované
- Polabí - Tady jsme doma – rodinný seriál o rodině, lásce, naději a odpuštění
- Noční operatér – kriminální seriál
- O lidech a koních – rodinný seriál z prostředí dostihových koní
- Případ tanečnice - kriminální seriál
- Česko Slovensko má talent (13. řada) – reality show
- Zrádci (2. řada) – reality show
- Ano, šéfe! (8. řada) – reality show
- Nepřepínej – reality show
- Módní trendy – ostatní pořady
- Psí talent – tv show

## Koprodukce
- Bony a klid 2 (2014) – komedie
- Hodinový manžel (2014) – komedie
- Vybíjená (2015) – komedie
- Sedmero krkavců (2015) – pohádka
- Padesátka (2015) – komedie
- Dvojníci (2016) – komedie
- Strašidla (2016) – pohádka
- Sezn@mka (2016) – komedie
- Bezva ženská na krku (2016) – komedie
- Manžel na hodinu (2016) – komedie
- Všechno nebo nic (2017) – romantický
- Muzzikanti (2017) – romantický, hudební
- Špunti na vodě (2017) – komedie
- Hurvínek a kouzelné muzeum (2017) – kreslená pohádka
- Bajkeři (2017) – komedie
- Špindl (2017) – komedie
- Čertoviny (2018) – pohádka
- Zoufalé ženy dělají zoufalé věci (2018) – komedie
- Po čem muži touží (2018) – komedie
- Když draka bolí hlava (2018) – československá pohádka
- Ženy v běhu (2019) – komedie
- Léto s gentlemanem (2019) – romantický
- Přes prsty (2019) – romantický
- Ženská na vrcholu (2019) – komedie
- Zakleté pírko (2020) – pohádka
- Chlap na střídačku (2020) – komedie
- Princezna zakletá v čase (2020) – pohádka
- Ženská pomsta (2020) – komedie
- Smečka (2020) – drama
- Jedině Tereza (2021) – romantický
- Matky (2021) – komedie
- Večírek (2021) – komedie
- Shoky & Morthy: Poslední velká akce (2021) – komedie
- Tady hlídáme my (2021) – komedie
- Minuta věčnosti (2021) – drama
- Gump – pes, který naučil lidi žít (2021) – dobrodružný, rodinný
- Stáří není pro sraby (2022) – komedie
- Řekni to psem (2022) – romantický
- Po čem muži touží 2 (2022) – komedie
- Srdce na dlani (2022) – komedie
- Pánský klub (2022) – komedie
- Střídavka (2022) – komedie
- Prezidentka (2022) – komedie, romantický
- Hádkovi (2022) – komedie
- Za vším hledej ženu (2022) – komedie
- Princezna zakletá v čase 2 (2022) – fantasy a pohádka
- Indián (2022) – komedie
- Zatmění (2022) – thriller
- Ostrov (2023) – komedie, dobrodružný, romantický
- Děti Nagana (2023) – rodinný, sportovní
- Jedeme na teambuilding (2023) – komedie
- Jak přežít svého muže (2023) – komedie, romantický
- Můžem i s mužem (2023) – komedie
- Gump – jsme dvojka (2024) – rodinný, dobrodružný
- Princezna na hrášku (2024) – pohádka
- Matka v trapu (2024) – komedie
- Prázdniny s broučkem (2024) – komedie
- Jedna noc (2024) – drama
- Rozlučky se svobodou (2024) – komedie
- Princezna zakletá v čase 3 (2025) – fantasy a pohádka

## Již nevysílané

### Seriály
- Rodinná pouta (2004–2006)
- Bazén (2005)
- Letiště (2006–2007)
- Velmi křehké vztahy (2007–2009)
- Ošklivka Katka (2008–2009)
- Přešlapy (2009–2010)
- Zázraky života (2010–2012)
- Cesty domů (2010–2015)
- Aféry (2011)
- Rodinka (2011)
- O mé rodině a jiných mrtvolách (2011)
- Obchoďák (2012)
- Základka (2012)
- Křižovatky života (2013–2015)
- Svatby v Benátkách (2014–2015)
- Vinaři (2014–2015)
- Všechny moje lásky (2015–2016)
- Přístav (2015–2017)
- Mordparta (2016–2017)
- V.I.P. vraždy (2016–2018)
- Ohnivý kuře (2016–2018)
- Jetelín (2016–2018)
- Polda (2016–2024) – krimi seriál
- Temný kraj (2017–2019)
- Modrý kód (2017–2020)
- Kapitán Exner (2017)
- 3 + 1 z Jetelína (2018)
- Krejzovi (2018–2019)
- Tátové na tahu (2018)
- Linka (2019)
- Černé vdovy (2019–2023) – thriller seriál
- Slunečná (2020–2022)
- Po hlavě (2020)
- Sestřičky (2020–2021)
- Hvězdy nad hlavou (2021)
- EINSTEIN (2021–2023) – krimi seriál
- 1. mise (2021–2022)
- Pálava (2022)
- Dobré zprávy  (2022–2023) – seriál z televizního prostředí
- Poslední oběť (2023) – detektivní thriller seriál
- Zalez do spacáku (2023)  – rodinný seriál o lásce
- Vytoč mého agenta (2023) – seriál komediálního rázu z castingové agentury
- Eliška a Damián (2023) – rodinný seriál z prostředí 18. a 21. století
- Lež na pláži (2024) – seriál komediálního z prostředí hotelu v Chorvatsku
- Duch (2022–2024)
- Dvojka na zabití (2021–2024)
- Zoo (2022–2024) – rodinný seriál z prostředí zoo
- Hrdina (2024–2025) - Odlehčený krimi seriál s humorem od tvůrců Poldy

### Seriály na VOD Prima+
- Půlnoční zpověď (2023) – drama, kriminální
- Sedm schodů k moci! (2023)  – drama, politický
- Bodyguardi (2023) – komediální
- Zákony vlka (2023) – kriminální
- Agrometal (2023) – komediální a rodinný seriál z prostředí hudby a vesnice
- Pod hladinou (2023) – krimi seriál z prostředí poříční policie
- Bez lítosti (2023) – dokumentární
- Malá velká liga (2023) – komediální seriál z prostředí fotbalu
- Banáni (2023) – komediální seriál o banánech v supermarketech
- Na vlnách Jadranu (2023) – krimi seriál z prostředí Chorvatska a vodní policie
- Chataři ze Švihova (2024) – komediální seriál o chataření

### Ocenění/Soutěže krásy/Velké události
- Královny popu (2002; 2004; 2007)
- Silvestr na pláži (2011)
- Česká Miss (2011–2016)
- Mattoni Koktejl Festival (2017)

### Zpravodajství
- Minuty regionu (1992–2012)
- Zprávy Prima TV (1997–2012)
- Sport (1997–2011, 2020–2021)
- Top Star magazín (2008–2019)
- Krimi plus (2011–2013)
- Zprávy FTV Prima (2012–2018)
- Zprávy z vily (2013)
- Divošky (2013–2020)
- Odpolední zprávy (2013–2020)
- Polední zprávy (2016–2020)
- Velké zprávy (2018–2020)

### Reality show
- Balírna (2004–2005)
- VyVolení (2005–2007; 2013)
- Bar (2006)
- Trosečník (2006)
- Moje milá tchýně (2006)
- Můžu u vás přespat? (2006)
- Chůva v akci (2006)
- Jak se staví sen – extra (2007–2020)
- Nic než pravda (2008–2009)
- Hledá se táta (2008)
- Ano, šéfe! (2009–2012; 2015–2018)
- Nahá si krásná (2009)
- Jak se staví dům (2009)
- Souboj v těžké váze (2009)
- Ženy na cestách (2010–2014)
- Mladší o pár let (2010–2011)
- Na nože! (2010)
- Robin Hood – Cesta ke slávě (2010)
- Rande naslepo! (2010)
- Čápi s mákem (2010–2011)
- Hledá se táta a máma (2010–2013; 2017–2018)
- Šéfka (2011)
- Máš minutu! (2011)
- Nové hnízdo (2011–2012)
- Moje místo (2011)
- To dáš! (2011)
- Životní úklid (2011)
- VIP Prostřeno (2012; 2016)
- Aréna národů (2012)
- Vylomeniny (2013; 2016)
- X Factor (2014)
- Ano, trenére! (2015)
- Superchlapi (2016)
- Táta na plný úvazek (2015–2016)
- Prostřeno: Poslední večeře (2016)
- Pevnost Boyard (2016–2017)
- Soudní síň (2017)
- Take Me Out (2017)
- Štiky (2018)
- Ano, šéfová! (2018)
- Superšéf (2020)
- Milionář mezi námi (2020–2021)
- Postav si sen (2021)
- První večeře (2021)
- Tlouštíci (2020–2021)
- Den jak sen (2022)
- DREAM TEAM – Mistři dílny (2022)
- Singl švindl (2022)
- Jste to, co jíte (2006–2012; 2017–2018; 2022)
- Farmář hledá ženu (2010–2014; 2022)
- LIKE HOUSE (2021–2022)
- Vysněná krása (2022)
- Jak to bylo, šéfe? (2022)
- České chaty snů (2023–2024)
- Hubne celá vesnice (2024)
- Honeymoon - líbánky k nepřežití (2024)

### Soutěžní pořady
- Vsaďte se! (1997–200?)
- Rexeso (1998–????)
- Kvíz show (2004–????)
- Nekonečná šance (2005–2007)
- 5 proti 5 (2007–2009)
- Ber nebo neber (2007–2008)
- Milionář (2008)
- Vím, cos dělal v pátek (2009)
- Nepodceňuj blondýnky (2009)
- A je to naše! (2017)
- S pravdou ven (2018)
- 1 proti všem (2018)
- K.O.MICI (2022–2023)
- Česko na grilu (2024)
- COOL Taxi (2024)

### Zábavné show
- Zlatá maska (2020)
- Nečum na mě show (2021)
- Můj muž to dokáže (2022)
- Kdo se ptá? (2024)

### Publicistické pořady
- Proti srsti (2004–2006)
- Krimi Live (2007)
- Fakta Barbory Tachecí (2009–2012)
- Soukromá dramata (2010–2012)
- Těžká dřina (2011; 2018)
- Na vlastní riziko (2012)
- Reportéři na vaší straně (2012–2013)
- Očima Josefa Klímy (2014–2018)
- Davinci (2017)
- Česko hledá prezidenta (2018)
- Vandráci (2018–2019)
- Bikesalon (2018–2019)
- Utajené příběhy českých dějin (2018–2020)
- Cesty k úspěchu (2011–2023)

### Talk show
- Nikdo není dokonalý (1997–2005; 2010–2013)
- Sauna (1999–2005)
- Miláčci (1999–2013)
- Pánský klub (2004–2014)
- Dementi (2004–2006)
- Vodopád Tomáše Hanáka (2005–2006)
- Pustit žilou (2008)
- Zrcadlo tvého života (2012)
- Polívka na víně (2013)
- TGM: Talkshow Geni a Míši (2014)
- Show Leoše Mareše (2015)
- Zase pondělí! (2018)
- Marta (2019)
- Na Pavláska (2020)
- Jednou jsi dole, jednou nahoře (2022)

### Ostatní pořady
- Dáma (1996–1997)
- Akta (1996–1997)
- Prima jízda (1998–2007)
- Mňam aneb Prima vařečka (2001–2005)
- Trní (2002–2014)
- Telebazar (2003)
- Seznamka s Bárou (2003–2012)
- Kinobazar (2004)
- H.I.T. (2004)
- T-music (2004–2006)
- Dvanáct odvážných (2004–2007)
- Pípšoubazar (2005)
- Párty s kuchařem (2006)
- EXTRA (2006–2007)
- Jen blbni! (2006)
- Pane JOO! (2006)
- Vylomeniny (2006)
- Hvězdy u piana (2007)
- Konečně jsi tady! (2007)
- Zeptej se osudu (2007)
- TOP 10 (2007)
- Hádej, kdo jsem! (2007–2010)
- S Italem v kuchyni (2009–2011)
- Hádej, kdo lže! (2009)
- Skečbar (2010)
- TOP STAR Extra (2010–2011)
- Šéf na grilu (2011–2012)
- Česko na talíři (2011–2012)
- Kam na výlet? (2011)
- Horký prachy (2011)
- Vrabci v hrsti (2011)
- Trampoty (2011)
- Bubo bubo (2011)
- Hračkování (2012)
- Když vaří táta (2012)
- Léto s Italem (2012)
- Česká 30 (2012)
- Česko vaří s Pohlreichem ŽIVĚ (2013)
- QI – Na vše máme odpověď (2013)
- Už dost, šéfe! (2013)
- Vařte jako šéf! (2013)
- Souboj národů (2014)
- Překvápko (2014–2015)
- Kdo je kdo? (2014–2015)
- Muži proti ženám (2014)
- Karolína, domácí kuchařka (2014–2016)
- Teď vaří šéf! (2014–2019)
- Rozpal to, šéfe! (2014–2021)
- Gondíci s.r.o. (2015–2016)
- Češi na cestách (2016)
- Nemocnice Motol (2016)
- Ohnivý kuře pod pokličkou (2016)
- Pečeme podle hvězd (2016)
- Já, Kajínek (2017–2018)
- Hrdina kuchyně (2017–2018)
- Váš Prima receptář (2016–2017)
- Zdeňkova akademie (2017)
- Linka 112 (2018)
- Rozpal to ve Španělsku, šéfe! (2018)
- Sport Star (2018–2019)
- Top Star (2018–2020)
- Parta z penzionu (2019)
- Z místa činu (2020)
- Karanténa (2020)
- Fachmani (2020–2021)
- Na houpačce (2021)
- Policie v akci (2017–2024)
- Poklad z půdy (2018–2023)
- Šéfem za pár minut (2020–2021)
- Hledá se Miss (2022)
- Blondýna, kutil a zabiják (2022)
- MAGIC SHOW (2022–2023)
- Bábovky a plechovky (2022–2024)